# Organizing
Der Anglizismus Organizing (englisch für „Organisierung“) bezeichnet einen Ansatz linker Politik, der auf eine Vergrößerung und Ermächtigung der Basis sozialer Bewegungen und progressiver Organisationen, vor allem Gewerkschaften, abzielt. Damit soll eine größere Verankerung linker Politik in der Gesellschaft, vor allem in der Arbeiterklasse, erreicht werden, die zu einer Demokratisierung sowohl progressiver Organisationen als auch der Gesellschaft als ganzes führen soll. Dies soll durch „Organisierung“ passieren: Mehr Menschen sollen für progressive Organisationen gewonnen, also organisiert werden bzw. sich organisieren. So können sie erfahren, dass sie nur dann effektiv für ihre Interessen einstehen können, wenn sie gemeinsam handeln. In der Praxis von Arbeit in Kampagnen und beim Aufbau von Bewegungen sollen die Organisierten ihre politische Handlungsfähigkeit (agency) und Macht erkennen und zur Veränderung ihrer Lebenssituation (und damit der Gesellschaft) nutzen. Die Person, die die Tätigkeit ausübt, ist ein Organizer.
Im deutschsprachigen Raum verbreitete sich der Begriff seit etwa den 2000er und vor allem den 2010er Jahren zunächst in der Gewerkschaftsbewegung und wird in neuerer Zeit auch in der Klimabewegung diskutiert. Er wurde vor allem aus den USA importiert, wo sich sowohl im Community Organizing (Nachbarschaftsorganisierung) als auch in den Gewerkschaften eine spezifische Form der Selbstorganisation armer und benachteiligter Menschen entwickelt hat. Dieses Organizing ist allerdings zu großen Teilen historisch aus der klassischen amerikanischen Arbeiterbewegung hervorgegangen, die wiederum ihrerseits stark von der Arbeiterbewegung in Europa und damit nicht zuletzt auch der Arbeiterbewegung in Deutschland beeinflusst war. Insofern handelt es sich um einen Reimport. Allerdings finden sich in der neueren amerikanischen Tradition des Organizing auch viele Elemente etwa aus der Bürgerrechtsbewegung.
Auch wenn die Debatte unter dem Begriff Organizing relativ neu ist, haben sich im Verlauf der Geschichte Menschen immer Strategien der Organisierung bedient, um ihre Interessen durchzusetzen. So wird innerhalb von christlich geprägten Organisationen, die sich auf den Organizing-Begriff beziehen, auch Jesus als ein „Organizer“ betrachtet. Saul Alinsky, der Methoden aus dem amerikanischen Gewerkschafts-„Organizing“ der 1930er Jahre auf die Stadtteilarbeit übertrug und damit das Community Organizing in den USA begründete, wollte sogar Satan als Organizer betrachten, da er sich für die „Have-nots“ eingesetzt habe.